# يان ماتيس
يان ماتيس (حوالي 1500 - 5 أبريل 1534) زعيم كاريزمي معمداني لتمرد مونستر، اعتبره أتباعه نبيًا.

## سيرته
وُلِد ماتيس في هارلم، في مقاطعة هولندا التابعة للإمبراطورية الرومانية المقدسة، حيث عمل خبازًا، وتحول إلى المعمودية من خلال خدمة ميلكيور هوفمان في عشرينيات القرن السادس عشر. قام ماتيس بتعميد الآلاف من المتحولين، وبعد سجن هوفمان، ارتقى إلى زعامة بارزة بين المعمدانيين. رفض ماتيس لاهوت هوفمان السلمي واللاعنف، وتبنى وجهة نظر مفادها أن القمع يجب أن يُقابل بالمقاومة.
في عام 1534، سيطر تمرد المعمدانيين على مونستر، عاصمة أسقفية مونستر التابعة للإمبراطورية الرومانية المقدسة. قام يون بوكيلسون، وهو تلميذ هولندي معمداني لماتيس، ومجموعة من التجار المحليين باستدعاء ماتيس ليأتي. حدد ماتيس مدينة مونستر باعتبارها "القدس الجديدة"، وفي 5 يناير 1534، دخل عدد من تلاميذه المدينة وقاموا بتعميد البالغين. ويبدو أن المصلح برنهارد روثمان قد قبِلَ "إعادة المعمودية" في ذلك اليوم، وسرعان ما عمّدوا ما يزيد على 1000 شخص بالغ.
وأعلنوا الحرب على فرانز فون فالدك، أميرها الأسقفي المطرود، الذي حاصر مدينة مونستر المحصنة. وفي أبريل 1534، في عيد الفصح تنبأ ماتيس بأن دينونة الله على الأشرار ستحدث في ذلك اليوم، وقال أنه جدعون الثاني، لكنه قُتل ووضعت رأسه على رمح. وعُلقت أعضائه التناسلية على باب المدينة.